# Saccharum griffithii
Saccharum griffithii là một loài thực vật có hoa trong họ Hòa thảo. Loài này được Munro ex Aitch. miêu tả khoa học đầu tiên năm 1882.